# Jacqueville (Seine-et-Marne)
Pour les articles homonymes, voir Jacqueville.
Jacqueville est une ancienne commune française de Seine-et-Marne, réunie à la commune d'Amponville par une ordonnance du 12 mai 1841 ; le chef-lieu est fixé à Amponville.

## Histoire
En février 1814, « à Merlanval, près d'Amponville, vers cinq heures du matin et au milieu d'un épais brouillard, une cinquantaine de ces dragons, faisant partie du 8e régiment, conduisaient sans défiance leurs chevaux boire à une mare située à l'entrée du hameau, lorsqu'ils furent attaqués par un fort détachement de cosaques. Surpris, les Français tournèrent bride, mais reprenant l'offensive ils engagèrent avec les cosaques, qu'ils mirent en fuite, un sanglant corps à corps jusque dans les rues du hameau de Jacqueville, puis tranquillement reprirent la route de Fontainebleau. »

### Les Templiers et les Hospitaliers
La seigneurie et les terres de Jacqueville appartenaient aux Templiers de la commanderie de Beauvais-en-Gâtinais depuis 1262/64. Comme la plupart des biens de l'ordre, ils furent dévolus à l'ordre de Saint-Jean de Jérusalem (les Hospitaliers) puis ils firent l'objet d'un échange en 1476 avec l'ancienne seigneurie de Maurepart (commune de la Chapelle-la-Reine).